# ࢣ
Le ṭāʾ deux points suscrits est une lettre de l'alphabet arabe utilisée dans certaines langues d’Afrique lorsqu’elles sont écrites avec l’alphabet arabe harmonisé, comme le seereer. Elle est composée d’un ṭāʾ ‹ ط › diacrité de deux points suscrits.